# Bourg-Saint-Bernard
Bourg-Saint-Bernard est une commune française située dans le nord-est du département de la Haute-Garonne en région Occitanie. Sur le plan historique et culturel, la commune est dans le Lauragais, l'ancien « Pays de Cocagne », lié à la fois à la culture du pastel et à l’abondance des productions, et de « grenier à blé du Languedoc ».
Exposée à un climat océanique altéré, elle est drainée par le Girou, la Sausse, le Dagour, le Nadalou et par divers autres petits cours d'eau. La commune possède un patrimoine naturel remarquable composé d'une zone naturelle d'intérêt écologique, faunistique et floristique.
Bourg-Saint-Bernard est une commune rurale qui compte 1 109 habitants en 2022, après avoir connu une forte hausse de la population depuis 1975. Elle fait partie de l'aire d'attraction de Toulouse. Ses habitants sont appelés les Bourguignons ou  Bourguignonnes.
Le patrimoine architectural de la commune comprend un immeuble protégé au titre des monuments historiques : l'église Saint-Bernard, inscrite en 1965.

## Géographie

### Localisation
1. Carte dynamique
2. Carte Openstreetmap
3. Carte topographique
4. Carte avec les communes environnantes

La commune de Bourg-Saint-Bernard se trouve dans le département de la Haute-Garonne, en région Occitanie.
Elle se situe à 22 km à vol d'oiseau de Toulouse, préfecture du département, et à 28 km de Revel, bureau centralisateur du canton de Revel dont dépend la commune depuis 2015 pour les élections départementales.
La commune fait en outre partie du bassin de vie de Verfeil.
Les communes les plus proches sont : 
Saussens (1,8 km), Montcabrier (3,1 km), Francarville (3,6 km), Teulat (3,9 km), Bannières (4,0 km), Prunet (4,0 km), Vendine (4,6 km), Vallesvilles (5,5 km).
Sur le plan historique et culturel, Bourg-Saint-Bernard fait partie du Lauragais, occupant une vaste zone, autour de l’axe central que constitue le canal du Midi, entre les agglomérations de Toulouse au nord-ouest et Carcassonne au sud-est et celles de Castres au nord-est et Pamiers au sud-ouest. C'est l'ancien « Pays de Cocagne », lié à la fois à la culture du pastel et à l’abondance des productions, et de « grenier à blé du Languedoc ».
Bourg-Saint-Bernard est limitrophe de sept autres communes dont deux dans le département du Tarn.
Les communes limitrophes sont  Gauré, Lanta, Montcabrier, Saussens, Teulat, Vallesvilles et Verfeil.
| Verfeil      | Teulat (Tarn)       | Montcabrier (Tarn) |
| Gauré        | Bourg-Saint-Bernard |                    |
| Vallesvilles | Lanta               | Saussens           |

### Géologie et relief
La superficie de la commune est de 1 660 hectares ; son altitude varie de 156  à   253 mètres.

### Hydrographie

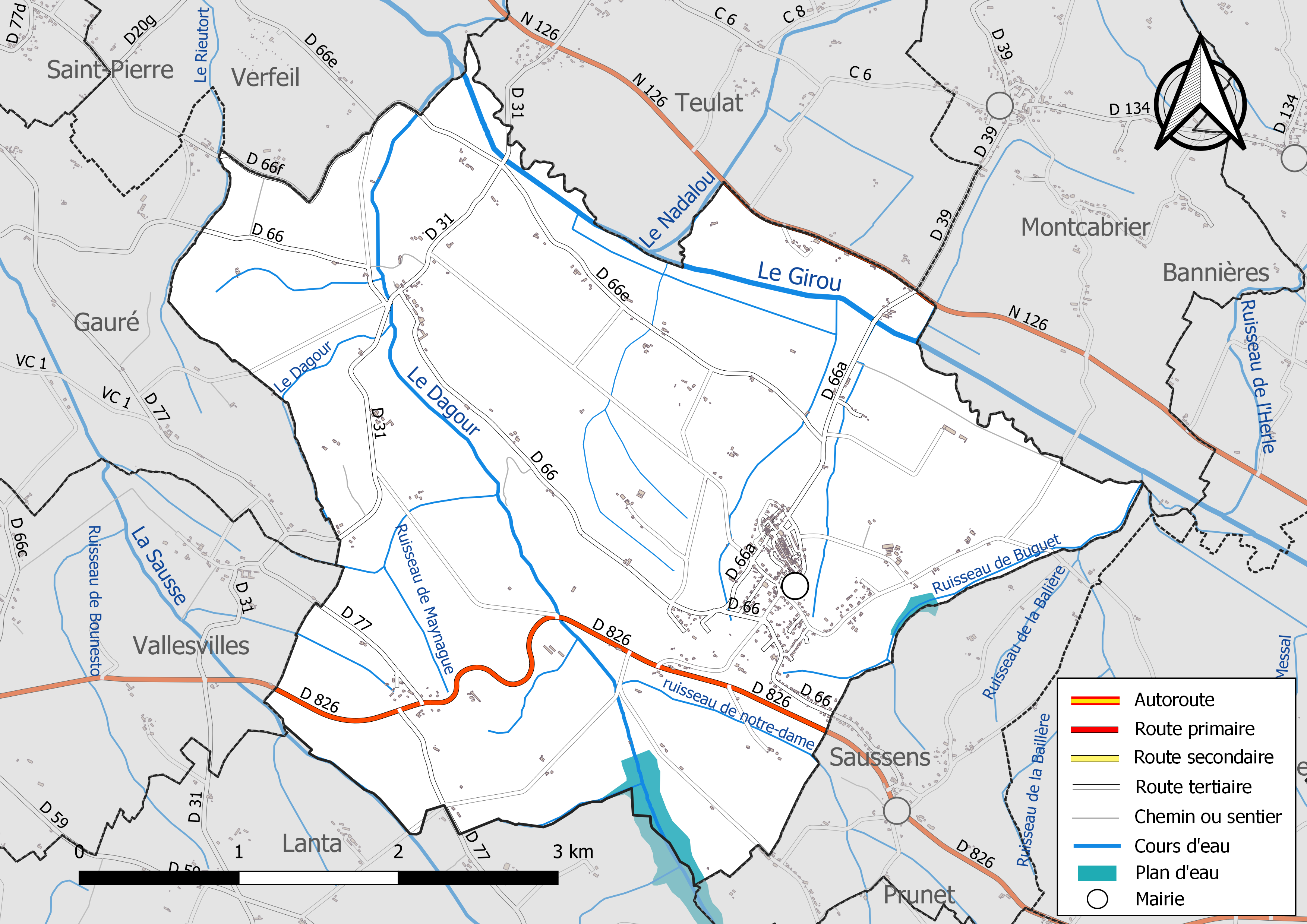
Réseaux hydrographique et routier de Bourg-Saint-Bernard.

La commune est dans le bassin de la Garonne, au sein du bassin hydrographique Adour-Garonne. Elle est drainée par le Girou, la Sausse, le Dagour, le Nadalou, le Rieutort, le ruisseau de Buguet, le ruisseau de Cante-Counil, le ruisseau de Maynague, le ruisseau des Chèvres et par divers petits cours d'eau, constituant un réseau hydrographique de 26 km de longueur totale,.
Le Girou, d'une longueur totale de 64,5 km, prend sa source dans la commune de Puylaurens et s'écoule du sud-est vers le nord-ouest. Il traverse la commune et se jette dans l'Hers-Mort à Saint-Jory, après avoir traversé 31 communes.
La Sausse, d'une longueur totale de 22,1 km, prend sa source dans la commune de Lanta et s'écoule du sud-est vers le nord-ouest. Elle traverse la commune et se jette dans l'Hers-Mort à Toulouse, après avoir traversé 11 communes.
Le Dagour, d'une longueur totale de 10,2 km, prend sa source dans la commune de Caraman et s'écoule du sud-est vers le nord-ouest. Il traverse la commune et se jette dans Le Girou à Verfeil, après avoir traversé 6 communes.
Le Nadalou, d'une longueur totale de 11,3 km, prend sa source dans la commune de Lacougotte-Cadoul et s'écoule d'est en ouest. Il traverse la commune et se jette dans Le Girou à Teulat, après avoir traversé 8 communes.

### Climat
Pour des articles plus généraux, voir Climat de l'Occitanie et Climat de la Haute-Garonne.
En 2010, le climat de la commune est de type climat du Bassin du Sud-Ouest, selon une étude s'appuyant sur une série de données couvrant la période 1971-2000. En 2020, Météo-France publie une typologie des climats de la France métropolitaine dans laquelle la commune est exposée à un climat océanique altéré et est dans la région climatique Aquitaine, Gascogne, caractérisée par une pluviométrie abondante au printemps, modérée en automne, un faible ensoleillement au printemps, un été chaud (19,5 °C), des vents faibles, des brouillards fréquents en automne et en hiver et des orages fréquents en été (15 à 20 jours).
Pour la période 1971-2000, la température annuelle moyenne est de 13,2 °C, avec une amplitude thermique annuelle de 15,8 °C. Le cumul annuel moyen de précipitations est de 752 mm, avec 9,9 jours de précipitations en janvier et 5,4 jours en juillet. Pour la période 1991-2020, la température moyenne annuelle observée sur la station météorologique la plus proche, située sur la commune de Ségreville à 13 km à vol d'oiseau, est de 13,4 °C et le cumul annuel moyen de précipitations est de 747,6 mm,. Pour l'avenir, les paramètres climatiques de la commune estimés pour 2050 selon différents scénarios d'émission de gaz à effet de serre sont consultables sur un site dédié publié par Météo-France en novembre 2022.

### Milieux naturels et biodiversité

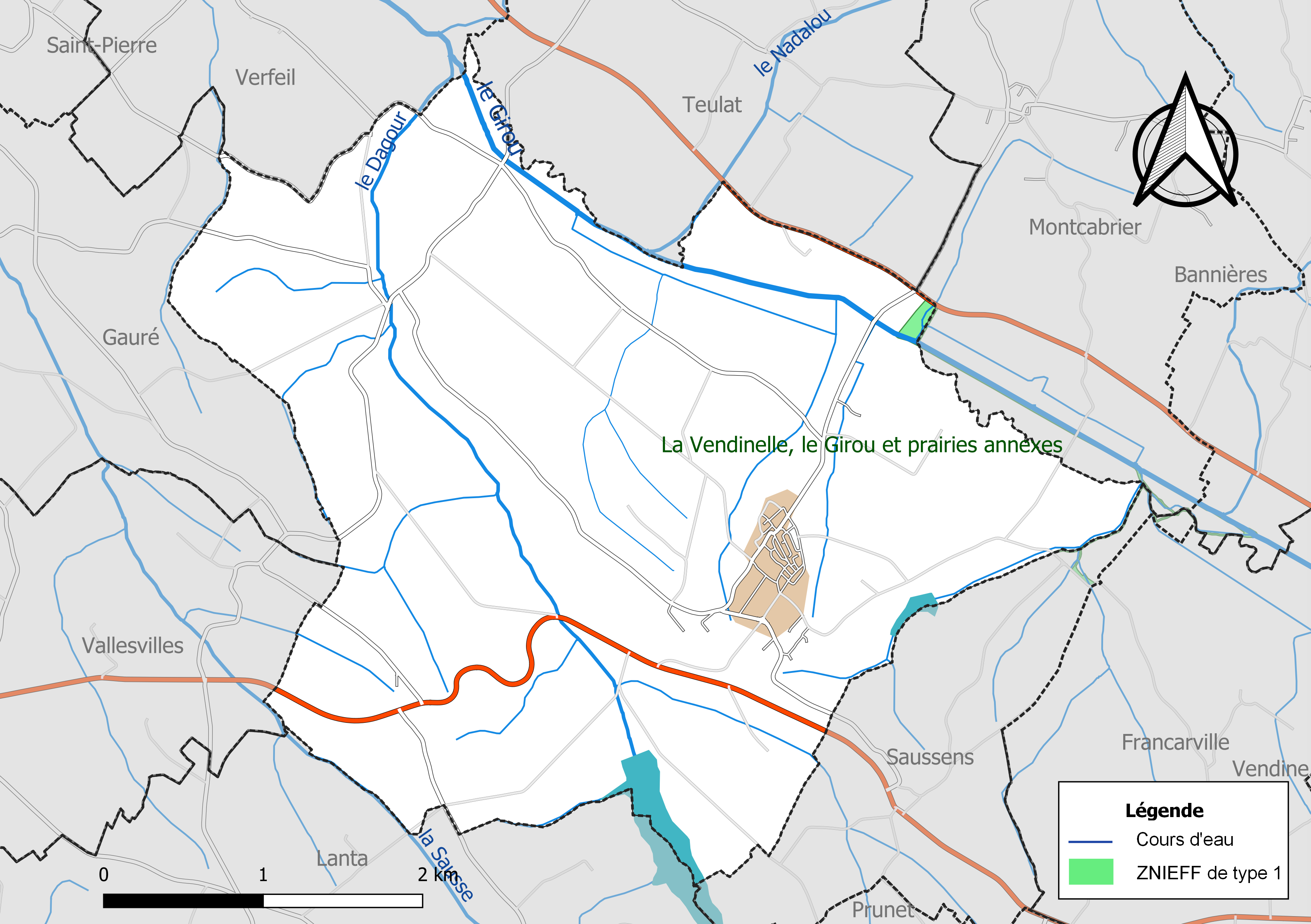
Carte de la ZNIEFF de type 1 localisée sur la commune.

L’inventaire des zones naturelles d'intérêt écologique, faunistique et floristique (ZNIEFF) a pour objectif de réaliser une couverture des zones les plus intéressantes sur le plan écologique, essentiellement dans la perspective d’améliorer la connaissance du patrimoine naturel national et de fournir aux différents décideurs un outil d’aide à la prise en compte de l’environnement dans l’aménagement du territoire.
Une ZNIEFF de type 1 est recensée sur la commune :
« la Vendinelle, le Girou et prairies annexes » (28 ha), couvrant 10 communes dont huit dans la Haute-Garonne et deux dans le Tarn.

## Urbanisme

### Typologie
Au 1er janvier 2024, Bourg-Saint-Bernard est catégorisée commune rurale à habitat dispersé, selon la nouvelle grille communale de densité à sept niveaux définie par l'Insee en 2022.
Elle est située hors unité urbaine. Par ailleurs la commune fait partie de l'aire d'attraction de Toulouse, dont elle est une commune de la couronne,. Cette aire, qui regroupe 527 communes, est catégorisée dans les aires de 700 000 habitants ou plus (hors Paris),.

### Occupation des sols
L'occupation des sols de la commune, telle qu'elle ressort de la base de données européenne d’occupation biophysique des sols Corine Land Cover (CLC), est marquée par l'importance des territoires agricoles (94 % en 2018), en diminution par rapport à 1990 (95,9 %). La répartition détaillée en 2018 est la suivante : 
terres arables (93,5 %), zones urbanisées (3,6 %), forêts (1,7 %), eaux continentales (0,7 %), zones agricoles hétérogènes (0,4 %). L'évolution de l’occupation des sols de la commune et de ses infrastructures peut être observée sur les différentes représentations cartographiques du territoire : la carte de Cassini (XVIIIe siècle), la carte d'état-major (1820-1866) et les cartes ou photos aériennes de l'IGN pour la période actuelle (1950 à aujourd'hui).

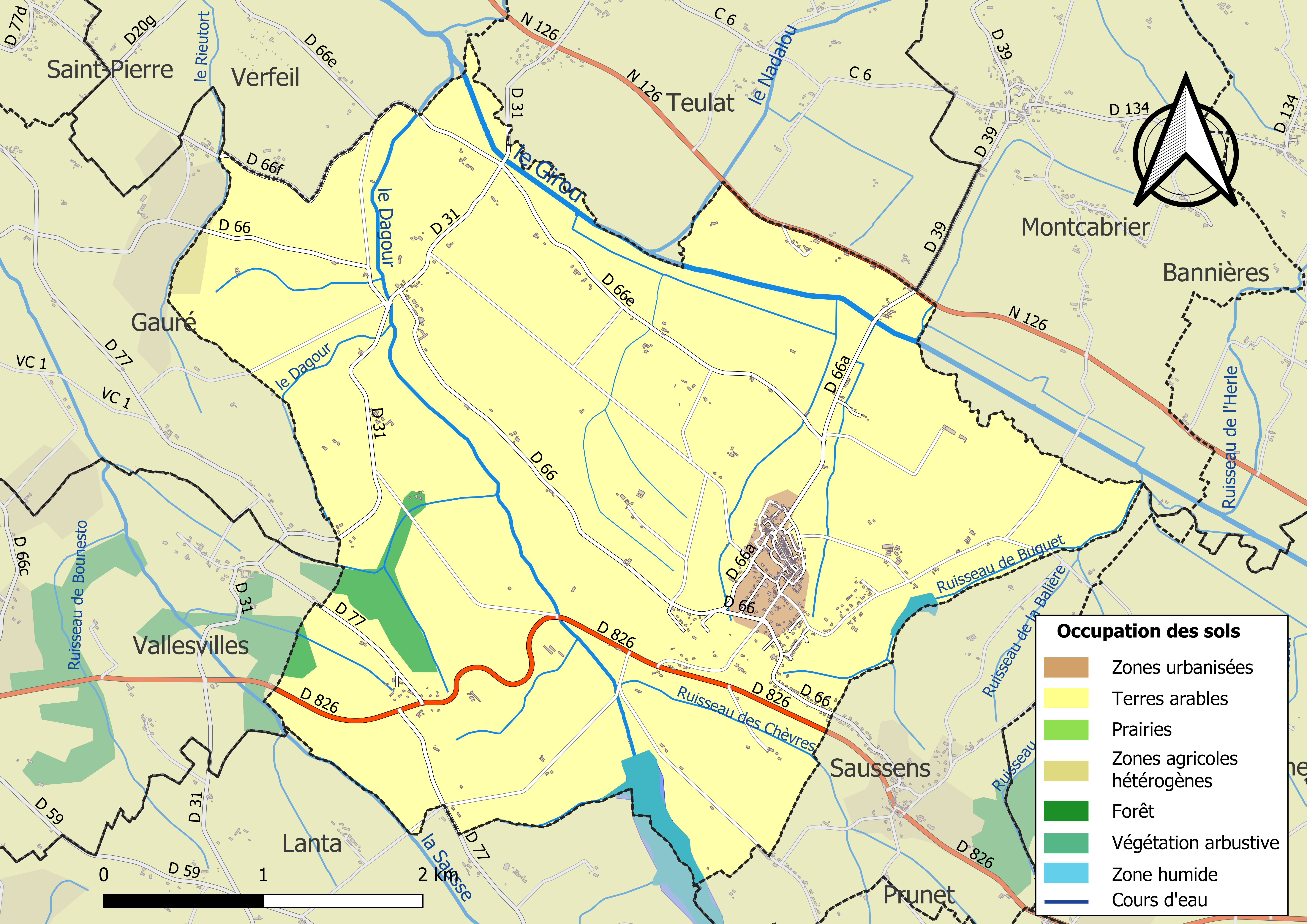
Carte des infrastructures et de l'occupation des sols de la commune en 2018 (CLC).

### Voies de communication et transports
Accès par les anciennes route nationale 126 et route nationale 621. Aérodrome de Toulouse - Bourg-Saint-Bernard.
La ligne 381 du réseau Arc-en-Ciel relie la commune à la station Balma - Gramont du métro de Toulouse et à Le Faget.

### Risques majeurs
Le territoire de la commune de Bourg-Saint-Bernard est vulnérable à différents aléas naturels : météorologiques (tempête, orage, neige, grand froid, canicule ou sécheresse), inondations et séisme (sismicité très faible). Un site publié par le BRGM permet d'évaluer simplement et rapidement les risques d'un bien localisé soit par son adresse soit par le numéro de sa parcelle.
Certaines parties du territoire communal sont susceptibles d’être affectées par le risque d’inondation par débordement de cours d'eau, notamment la Sausse, le Nadalou et le Dagour. La commune a été reconnue en état de catastrophe naturelle au titre des dommages causés par les inondations et coulées de boue survenues en 1982, 1989, 1999 et 2009,.

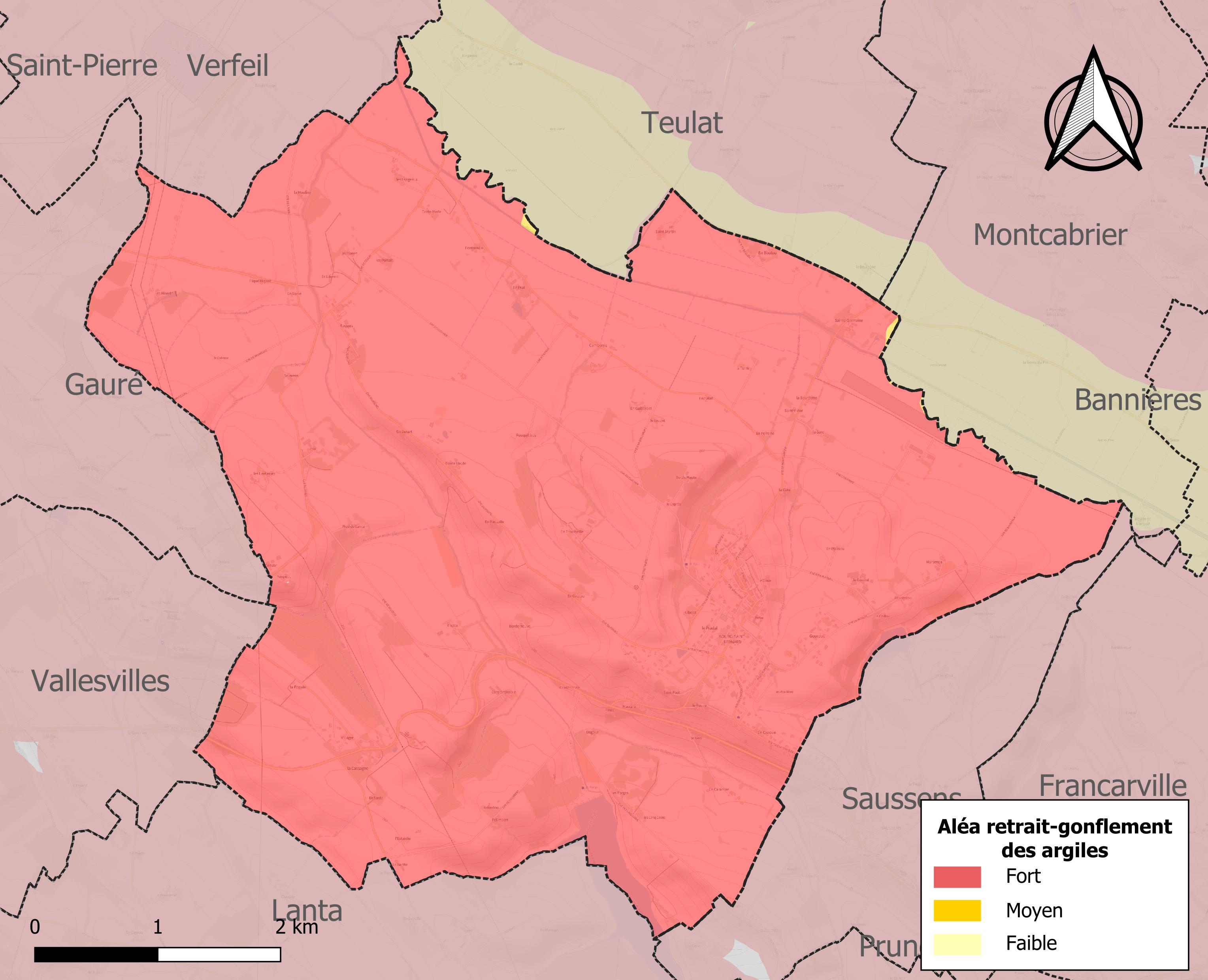
Carte des zones d'aléa retrait-gonflement des sols argileux de Bourg-Saint-Bernard.

Le retrait-gonflement des sols argileux est susceptible d'engendrer des dommages importants aux bâtiments en cas d’alternance de périodes de sécheresse et de pluie. La totalité de la commune est en aléa moyen ou fort (88,8 % au niveau départemental et 48,5 % au niveau national). Sur les 420 bâtiments dénombrés sur la commune en 2019, 420 sont en aléa moyen ou fort, soit 100 %, à comparer aux 98 % au niveau départemental et 54 % au niveau national. Une cartographie de l'exposition du territoire national au retrait gonflement des sols argileux est disponible sur le site du BRGM,.
Par ailleurs, afin de mieux appréhender le risque d’affaissement de terrain, l'inventaire national des cavités souterraines permet de localiser celles situées sur la commune.
Concernant les mouvements de terrains, la commune a été reconnue en état de catastrophe naturelle au titre des dommages causés par la sécheresse en 1989, 1998, 2003, 2011, 2012 et 2016 et par des mouvements de terrain en 1999.

## Toponymie
Les habitants de la commune sont appelés les Bourguignons pour les hommes et les Bourguignonnes pour les femmes.
L'origine du nom de la commune remonte à saint Bernard de Clairvaux (1090-1153), moine, réformateur de la vie religieuse, canonisé dès 1174.
Durant la Révolution, la commune porte le nom de Bourg-la-Loy.

## Histoire
L’origine du Bourg reste, à ce jour, incertaine. Toutefois, la découverte d’un important matériel archéologique dans la région, atteste d’un peuplement très ancien, dès le paléolithique. De nombreux objets (tessons d’amphore et de poteries, vestiges de tuiles), mis au jour par Jacques Bouvier, archéologue amateur de Bourg-Saint-Bernard, prouvent la présence de « villae » gallo-romaines, ce qui n’a rien d’étonnant, les Romains étant particulièrement friands de terres à blé, comme celles du Lauragais.
Sans qu’on puisse l’affirmer formellement, le village lui-même, pourrait être issu du  faubourg d’une place forte érigée sur une motte voisine, sur l’importante voie de crêtes menant à Toulouse. Sur ce site se trouvait autrefois l’église Saint-Paul de Brettes, qui est certainement antérieure à celle de Bourg-Saint-Bernard et est aujourd’hui, disparue. Il pourrait s’être appelé Villelongue, à cette époque.
Le village actuel doit son nom à Bernard, abbé de Clairvaux. D’après la légende, le futur Saint Bernard et l’évêque Albéric, envoyés  par le pape Eugène III pour prêcher contre l’hérésie cathare, sont molestés, en 1147, à Verfeil et trouvent refuge dans un bourg voisin. Celui-ci portera, désormais, le nom du saint, canonisé en 1173.
Durant la croisade des Albigeois, Bourg Saint Bernard est incorporé, avec une vingtaine de villages alentour, dans la seigneurie de Verfeil, offerte en 1215, par Simon de Montfort, alors comte de Toulouse, à Foulque, évêque de cette ville. La donation est confirmée par Blanche de Castille, lors de la signature du Traité de Meaux, mettant fin à la guerre, en 1229. Les Bourguignons resteront vassaux des évêques et archevêques de Toulouse, jusqu’à la Révolution.

## Politique et administration

### Administration municipale
Le nombre d'habitants au recensement de 2011 étant compris entre 500 et 1 499 habitants, le nombre de membres du conseil municipal pour l'élection de 2014 est de quinze,.

### Liste des maires

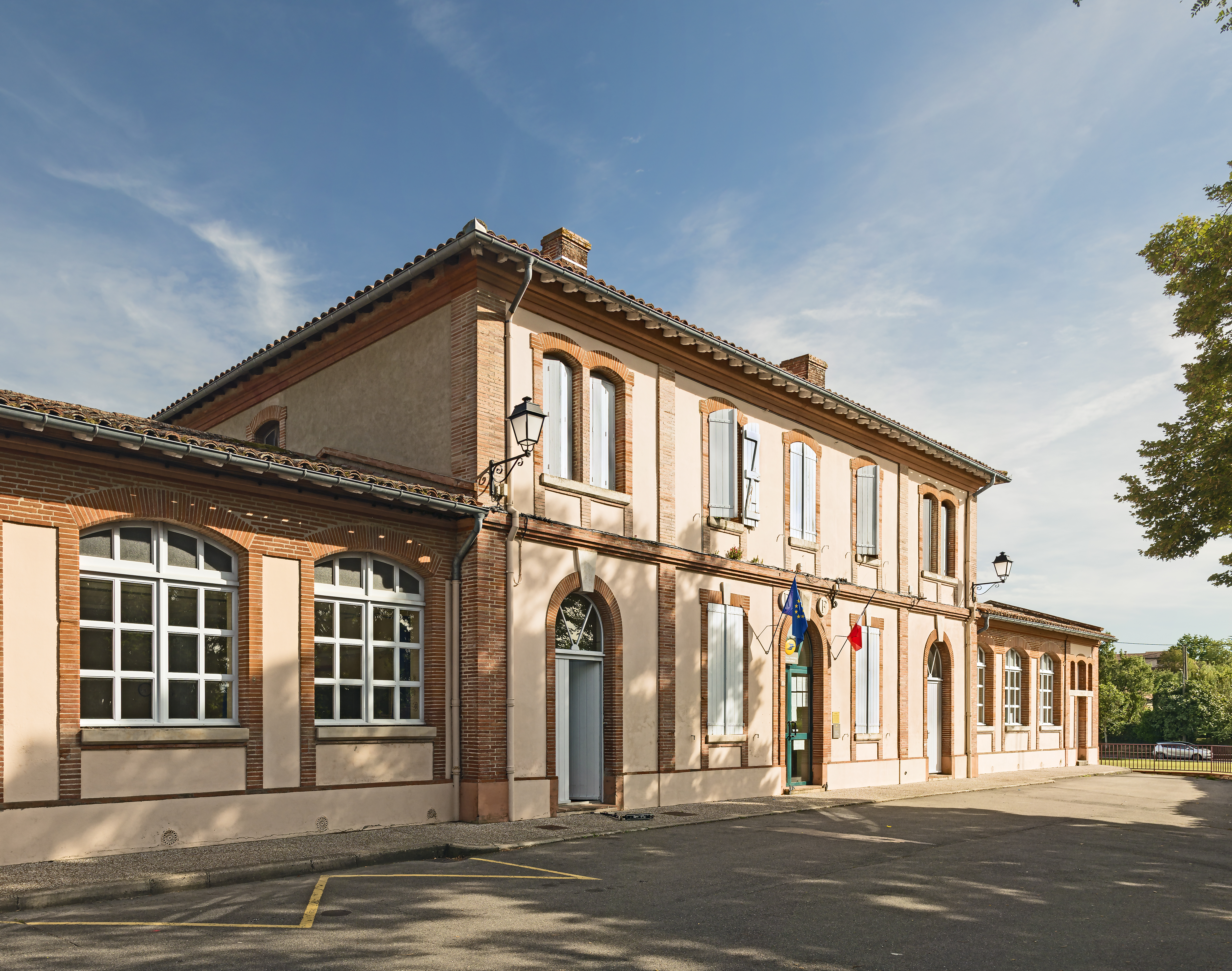
La mairie.

| Période                                  | Période   | Identité       | Étiquette | Qualité                                |
| ---------------------------------------- | --------- | -------------- | --------- | -------------------------------------- |
| Les données manquantes sont à compléter. |           |                |           |                                        |
| avant 1943                               |           | Paul Ramon     |           | Nommé conseiller départemental en 1943 |
|                                          |           |                |           |                                        |
| 1981                                     | mars 2001 | Yves Jalabert  |           |                                        |
| mars 2001                                | mai 2020  | Andrée Oriol   | DVD       | Retraitée                              |
| 26 mai 2020                              | En cours  | Évelyne Cesses |           |                                        |

### Division électorale
Bourg-Saint-Bernard fait partie de la dixième circonscription de la Haute-Garonne et depuis le redécoupage cantonal de 2014, l'une des 59 communes du canton de Revel.

### Division administrative
Avant le redécoupage cantonal de 2014, Bourg-Saint-Bernard faisait partie du canton de Lanta.
La commune fait partie de la communauté de communes des Terres du Lauragais et avant le 1er janvier 2017 elle faisait partie de la communauté de communes Cœur Lauragais.

## Population et société

### Démographie
L'évolution du nombre d'habitants est connue à travers les recensements de la population effectués dans la commune depuis 1793. Pour les communes de moins de 10 000 habitants, une enquête de recensement portant sur toute la population est réalisée tous les cinq ans, les populations de référence des années intermédiaires étant quant à elles estimées par interpolation ou extrapolation. Pour la commune, le premier recensement exhaustif entrant dans le cadre du nouveau dispositif a été réalisé en 2006.

En 2022, la commune comptait 1 109 habitants, en évolution de +9,37 % par rapport à 2016 (Haute-Garonne : +8,02 %, France hors Mayotte : +2,11 %).
| 1793 | 1800  | 1806  | 1821  | 1831  | 1836  | 1841  | 1846  | 1851  |
| ---- | ----- | ----- | ----- | ----- | ----- | ----- | ----- | ----- |
| 958  | 1 079 | 1 117 | 1 221 | 1 258 | 1 242 | 1 230 | 1 202 | 1 220 |

| 1856  | 1861  | 1866  | 1872  | 1876  | 1881 | 1886 | 1891 | 1896 |
| ----- | ----- | ----- | ----- | ----- | ---- | ---- | ---- | ---- |
| 1 180 | 1 122 | 1 157 | 1 072 | 1 031 | 969  | 996  | 943  | 925  |

| 1901 | 1906 | 1911 | 1921 | 1926 | 1931 | 1936 | 1946 | 1954 |
| ---- | ---- | ---- | ---- | ---- | ---- | ---- | ---- | ---- |
| 883  | 897  | 836  | 699  | 677  | 643  | 676  | 664  | 638  |

| 1962 | 1968 | 1975 | 1982 | 1990 | 1999 | 2006 | 2011 | 2016  |
| ---- | ---- | ---- | ---- | ---- | ---- | ---- | ---- | ----- |
| 590  | 605  | 585  | 584  | 659  | 772  | 823  | 934  | 1 014 |

| 2021  | 2022  | - | - | - | - | - | - | - |
| ----- | ----- | - | - | - | - | - | - | - |
| 1 110 | 1 109 | - | - | - | - | - | - | - |

| selon la population municipale des années : | 1968 | 1975 | 1982 | 1990 | 1999 | 2006 | 2009 | 2013 |
| Rang de la commune dans le département      | 116  | 126  | 167  | 168  | 165  | 176  | 175  | 166  |
| Nombre de communes du département           | 592  | 582  | 586  | 588  | 588  | 588  | 589  | 589  |

### Enseignement
La commune possède une école maternelle et élémentaire allant de la petite section au CE2
Bourg-Saint-Bernard fait partie de l'académie de Toulouse.

#### Manifestations culturelles et festivités

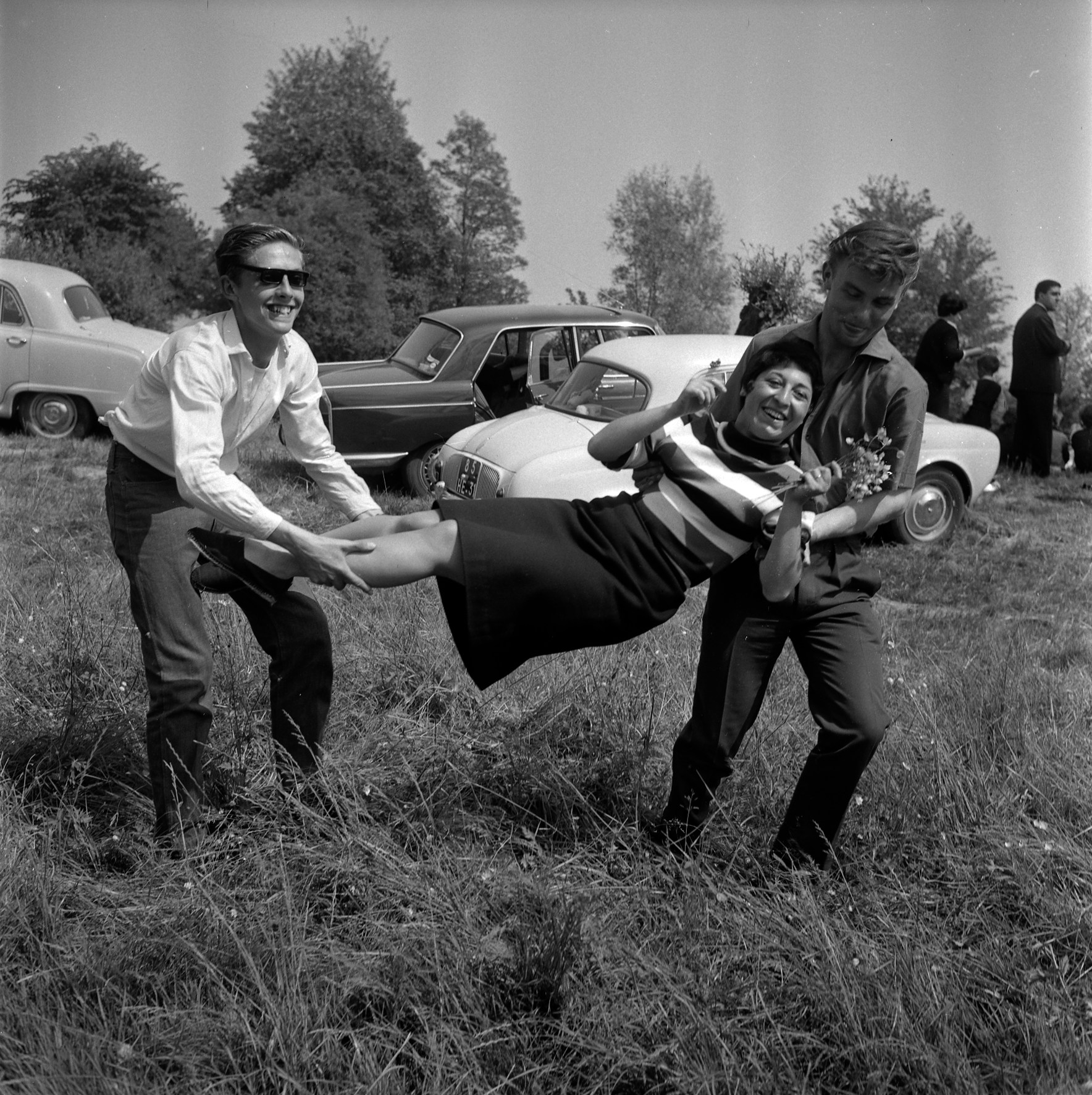
Deux jeunes hommes portant une jeune femme lors de l'édition 1964.

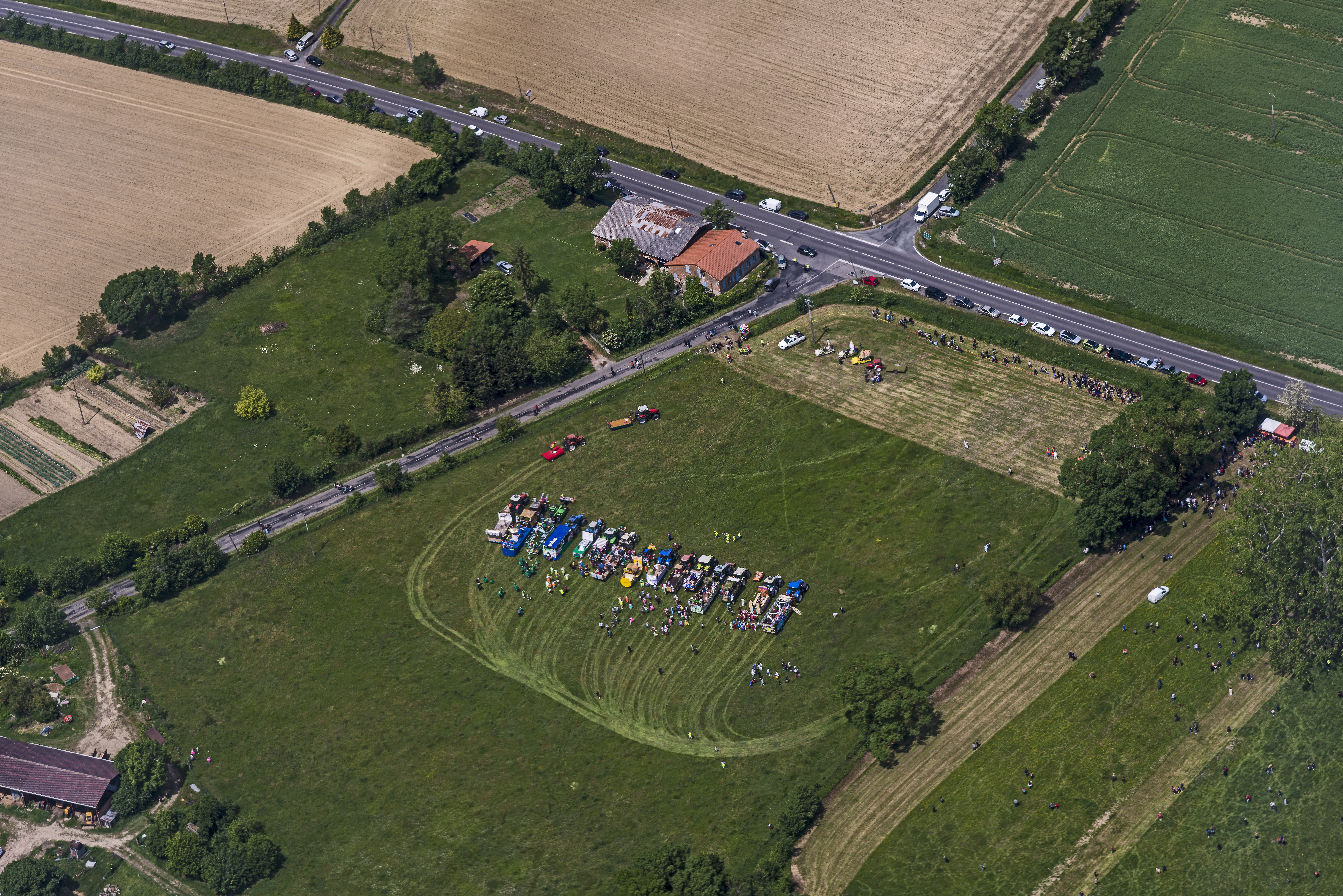
Vue aérienne de l'édition de 2016

Tous les ans, le lundi de Pentecôte est célébrée la fête du Pré de la Fadaise anciennement appelée Prat Contast.
Cette tradition locale remonte à l'an 1211.
Dans la guerre contre les Albigeois, les jeunes gens du Bourg, armés de piques, délivrèrent par un coup de force un des leurs fait prisonnier et le rendirent à sa mère qui était veuve. Cette femme, reconnaissante envers les libérateurs de son fils, leur donna, le lundi de la Pentecôte, une fête équestre dans le pré qui lui appartenait. Pour consacrer le souvenir impérissable de cette délivrance, on convint que cette fête serait célébrée annuellement à perpétuité.
Aujourd'hui, et malgré l'abolition du jour férié, le lundi de Pentecôte reste le jour où les gens du village et des alentours se réunissent pour faire la fête et un cortège se forme dans le village. On y trouve dans l'ordre : les musiciens qui jouent l'air traditionnel, un groupe folklorique, le drapeau, des enfants costumés en soldats portant casque et «piques légendaires», le maire à cheval précédant des cavaliers en habit d'époque, le blason du pré et le blason du Bourg, des chars et voitures fleuris.
Et c'est à midi solaire (14 h) que le cortège prend le départ suivi des habitants du village et des communes environnantes. Tous en grande foule se dirigent vers le pré situé dans la vallée du Girou à 2 km environ au nord du village.
Dans ce pré d'un hectare et demi environ, l'usage veut qu'une surface, à l'entrée, d'environ 14 ares, soit préalablement dépouillée d'herbe par le propriétaire, comme pour indiquer que l'entrée est libre. L'herbe doit être intacte dans tout le reste du pré, afin que les chevaux puissent paître et y prendre leurs ébats en toute liberté. C'est là que vont se dérouler les festivités.
La musique s'installe dans l'emplacement réservé. Les danses commencent, on court, on s'amuse, on rit, la consigne est : «dans le pré aucune fille debout», les téméraires sont transportées et roulées dans l'herbe mais délicatement si l'on veut bénéficier du «poutou» autorisé. On va ramasser l'herbe d'amour gage de fidélité, conservé précieusement jusqu'au prochain bouquet cueilli l'année suivante.
Les cavaliers se préparent, s'alignent et c'est le départ de la course. Après trois tours souvent semés de péripéties, le cavalier arrivé le premier est déclaré roi de la fête. Il choisit, parmi les jeunes filles, sa cavalière du village qui devient reine, il lui offre une couronne de fleurs blanches qu'il va déposer sur sa tête. Le roi prend en croupe la reine et se place à la tête des cavaliers qui choisissent aussi chacun leur cavalière formant ainsi le «reinage».
À 15 heures (solaire) le cortège se reforme et quitte le pré accompagné de la foule pour retourner au village. Au terme du circuit tout le cortège se disperse, se mêle à la foule.
La musique prend la relève, les danses commencent, les baraques foraines et les manèges sont investis. Un grand feu d'artifice marque le début du bal de nuit qui se terminera tard.

### Sports
Depuis 2007, la commune possède l'aérodrome de Toulouse - Bourg-Saint-Bernard dont la gestion est confiée à l'association vélivole et aéronautique toulousaine (AVAT) ; un club de planeurs y est implanté.
Dans le Bourg, vous pouvez aussi trouver du tennis, des arts martiaux comme le judo ou le sonmudo, de la pétanque, du badminton, yoga, danse moderne jazz, atelier vocal, et d'autres, que vous pouvez trouver sur ce site.

## Culture locale et patrimoine

### Culture locale et patrimoine

#### Monuments historiques
La commune compte un monument inscrit à l'inventaire des monuments historiques, mais aucun objet,.
- L'église Saint-Bernard de Bourg-Saint-Bernard a été bâtie à la fin du XVe siècle ou au début du XVIe siècle de style gothique, avec une seule nef à trois travées. La flèche en briques a été démolie en partie en 1794. L'ensemble du bâtiment (extérieur et intérieur) est inscrit à l'inventaire des monuments historiques depuis le 1er juin 1965[43].

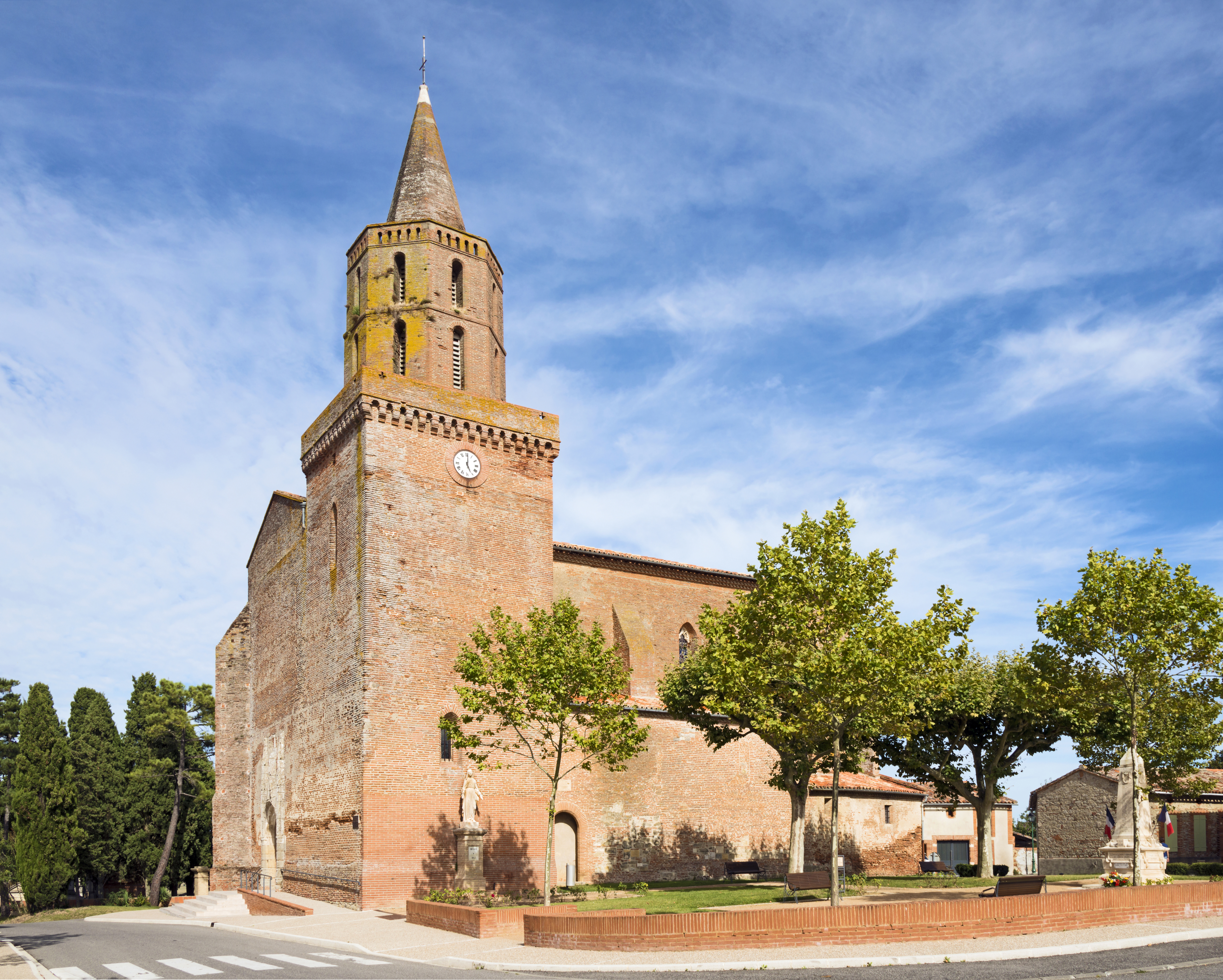
L'église Saint-Bernard.
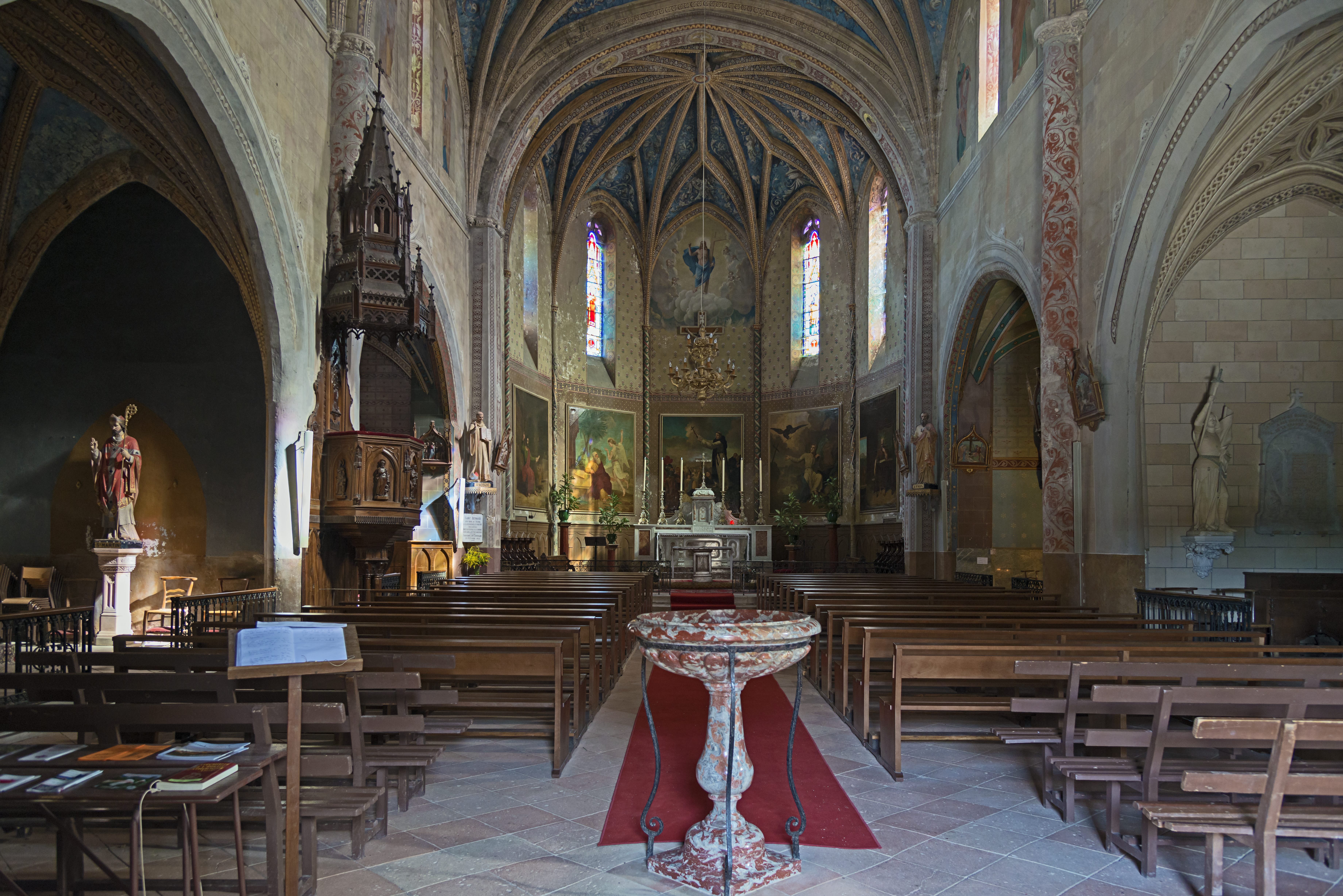
Vue de l'intérieur.
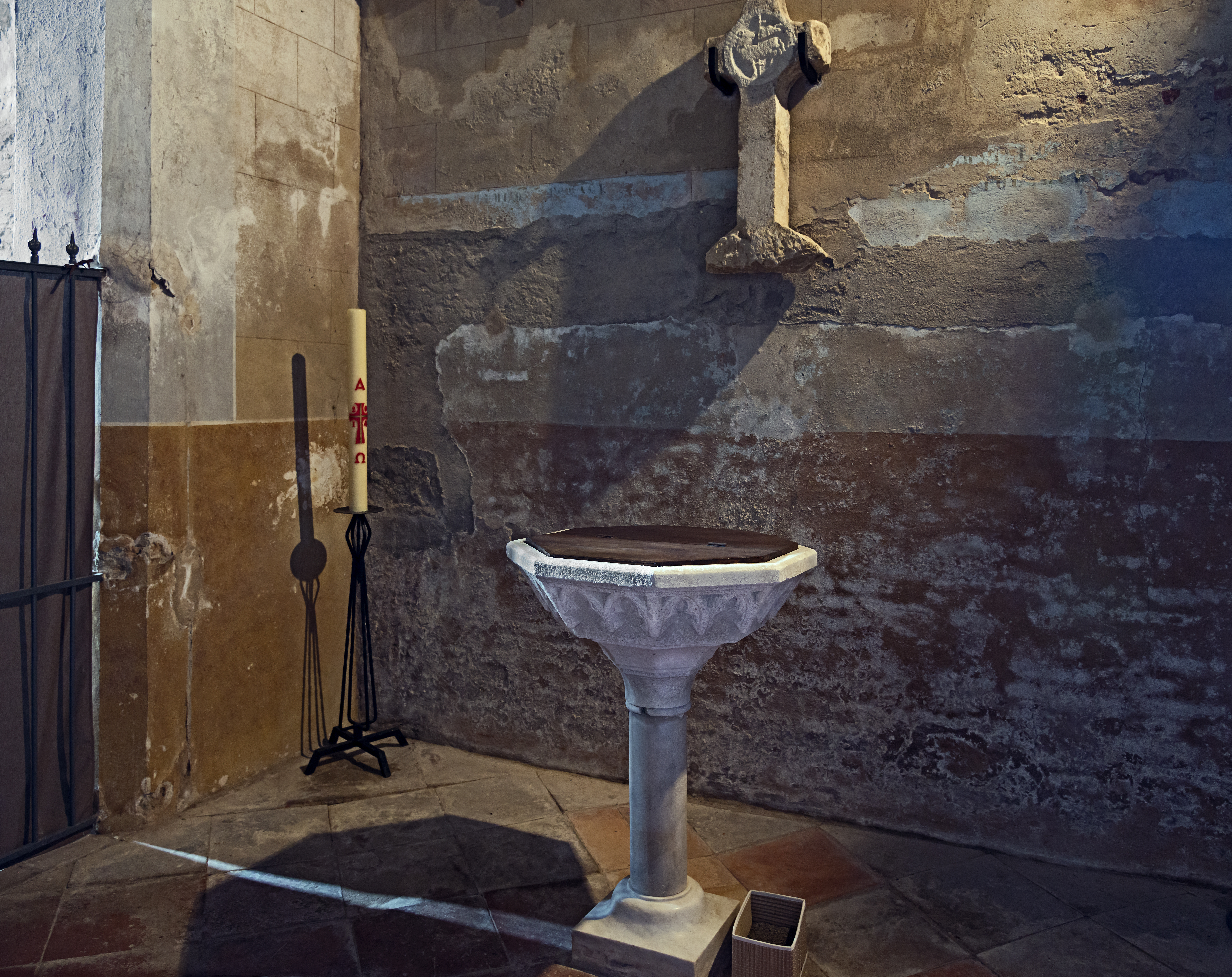
Les fonts baptismaux.
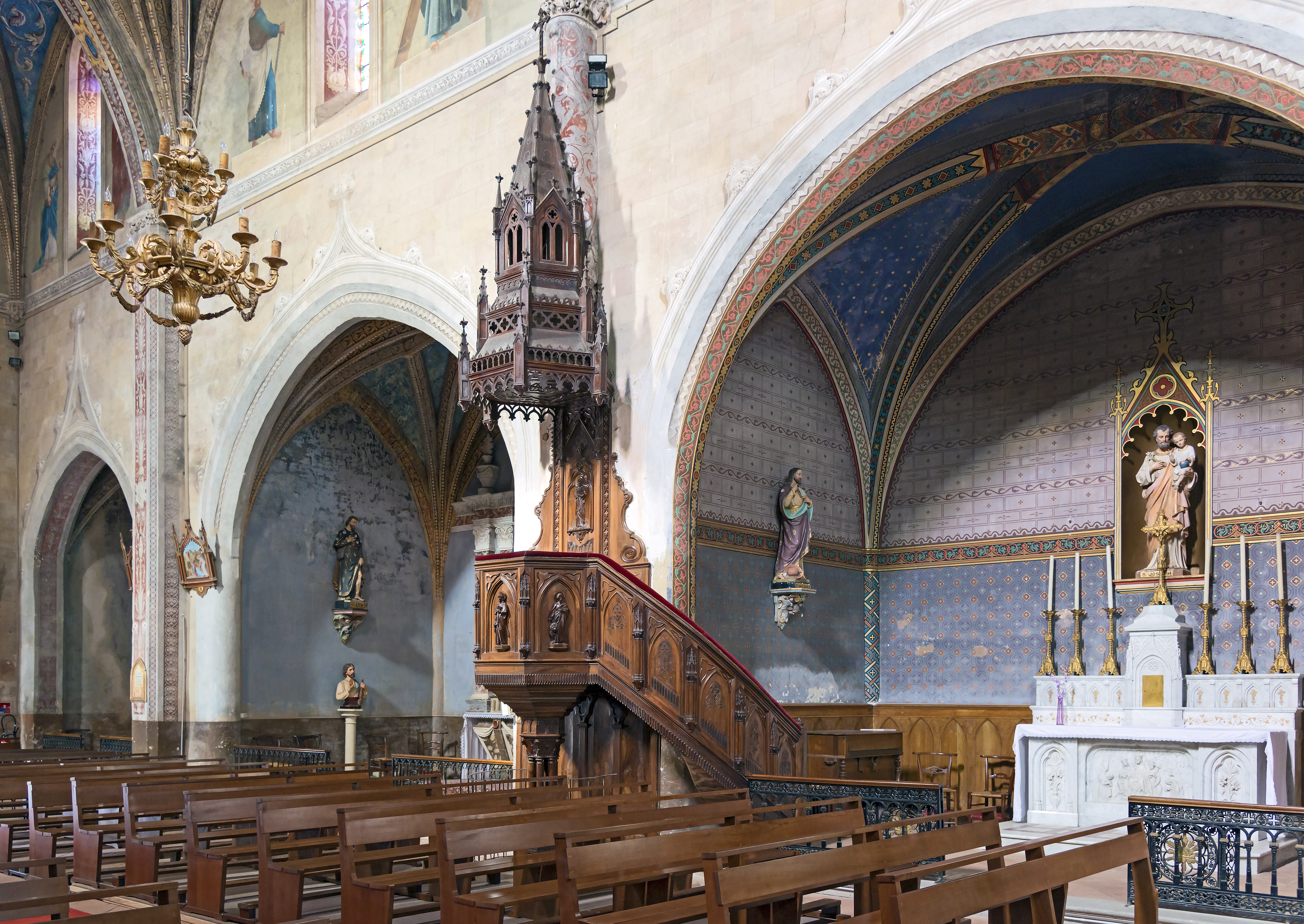
La chaire.
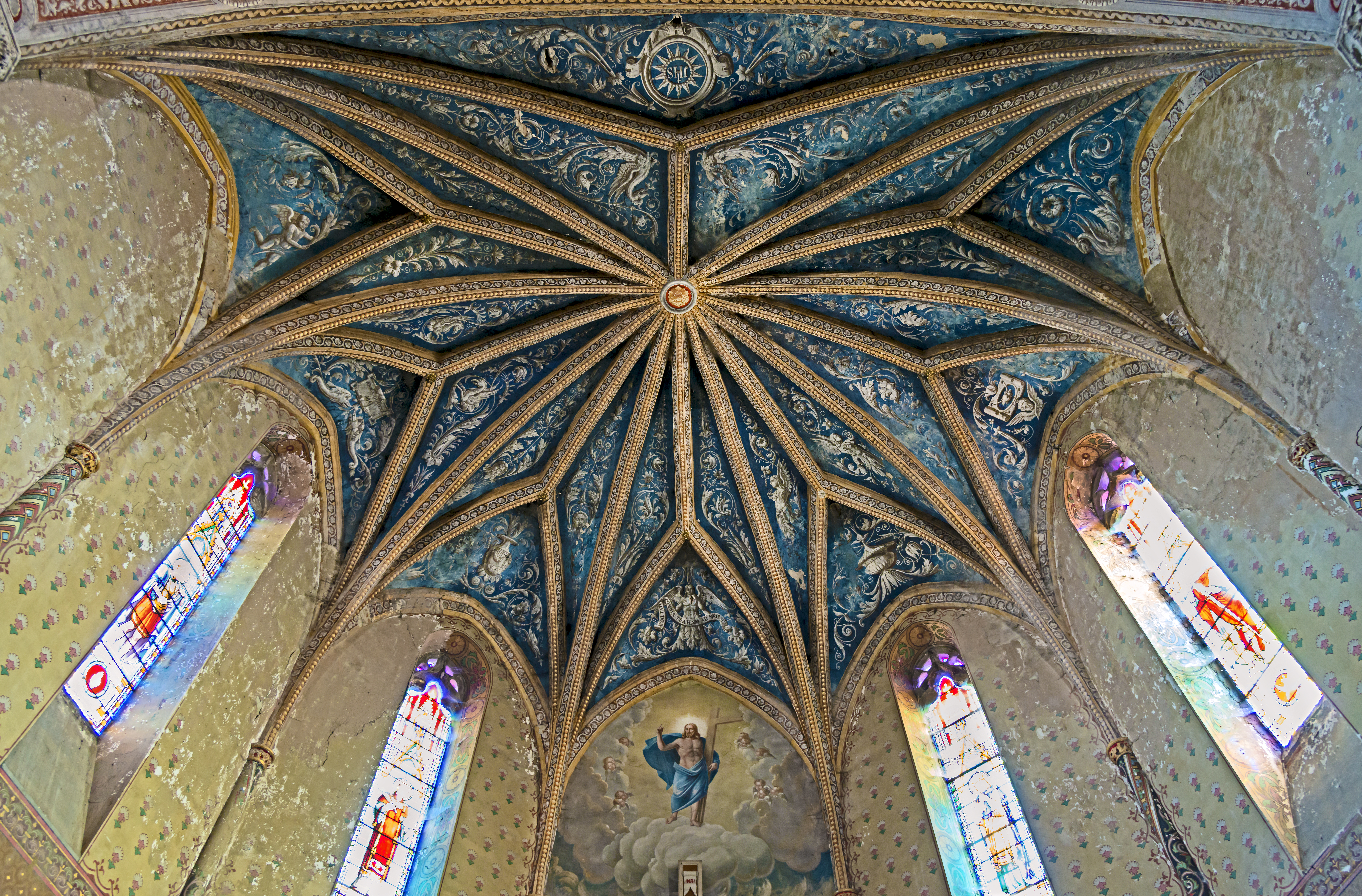
Plafond du chœur.

#### Autres lieux et monuments
- Le monument aux morts de Bourg-Saint-Bernard
- L'église Saint-Pierre de Roques et son monument aux morts.

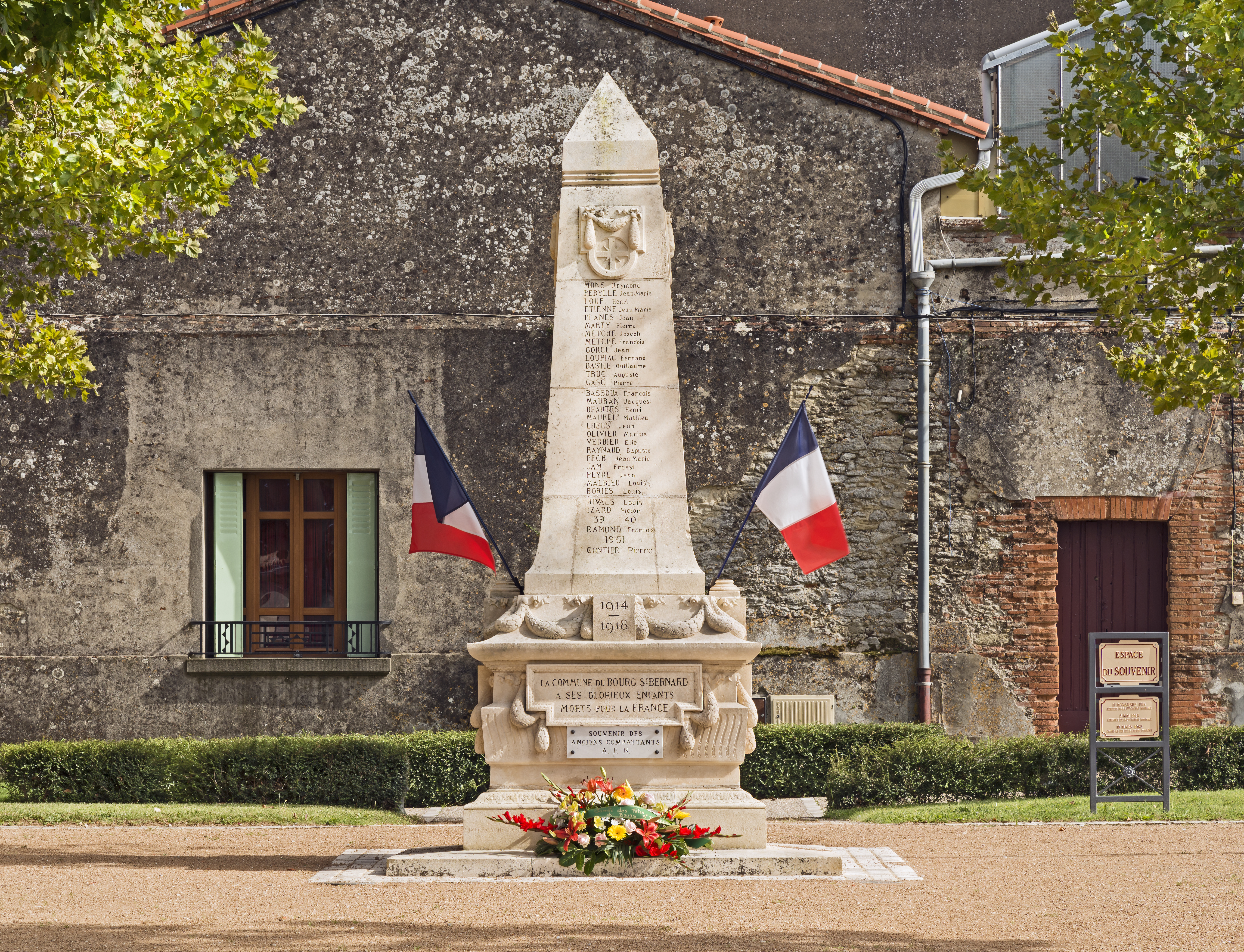
Le monument aux morts de Bourg-Saint-Bernard
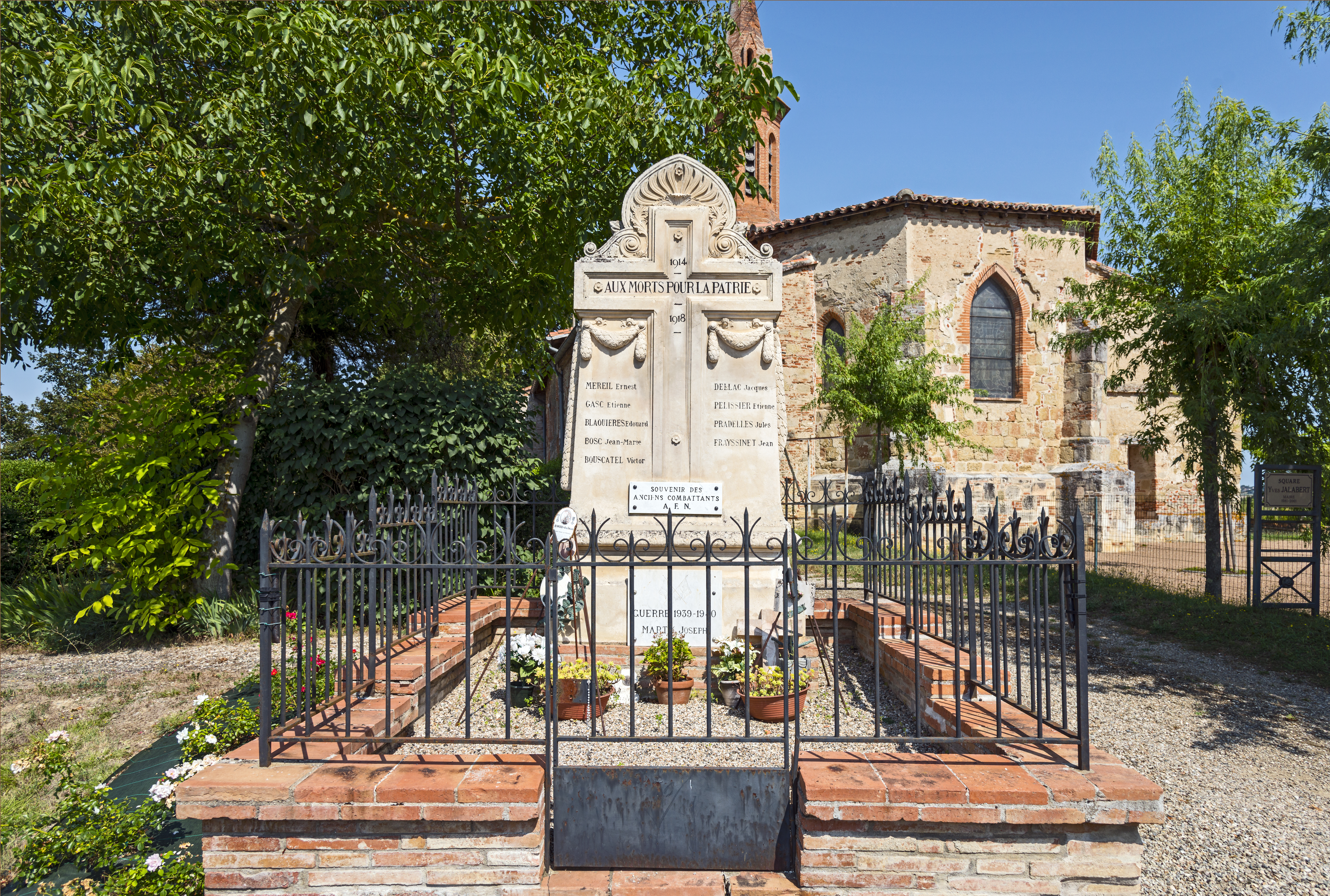
Le monument aux morts de Roques
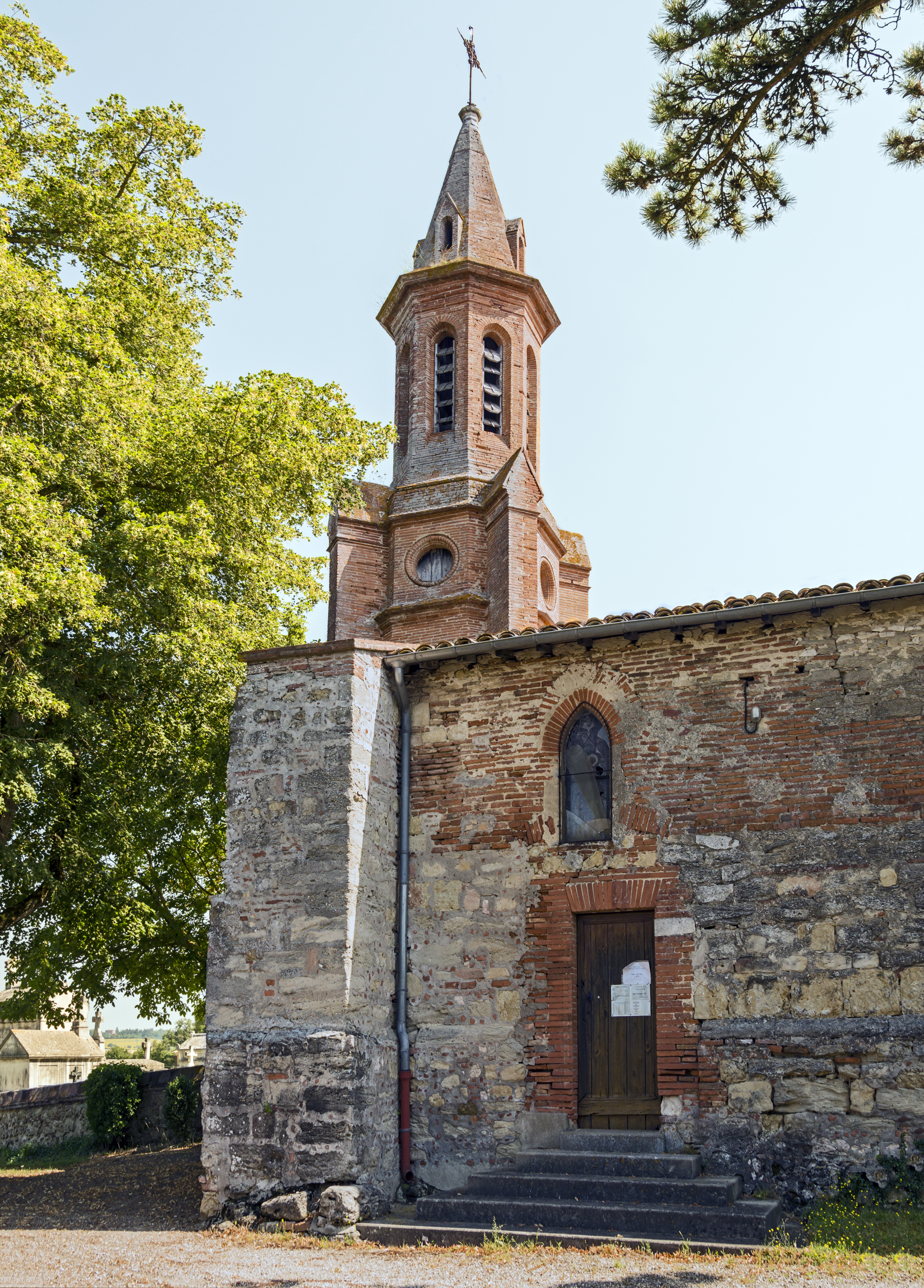
L'église Saint-Pierre de Roques

### Personnalités liées à la commune
- Robert Monestier (1910-1986), résistant, né dans la commune.

### Héraldique
| Bourg-Saint-Bernard | Les armes de la commune se blasonnent ainsi : d'argent aux deux barres de gueules. |